# Fyra
Fyra était un service international de train à grande vitesse qui utilisait les lignes à grande vitesse néerlandaises et belges. Ce service n'a duré que quelques semaines, entre le 9 décembre 2012 et le 18 janvier 2013, à la suite d'un manque de fiabilité des rames V250 fournies par AnsaldoBreda.
Les trains sous le nom Fyra étaient exploités conjointement par High Speed Alliance, une société commune des NS et KLM, et la SNCB.
Le service national néerlandais entre Amsterdam et Breda est resté en service sans utiliser de rames à grande vitesse, sous la dénomination Intercity Direct, et ce depuis le 15 décembre 2013. Par ailleurs, la remise en service en décembre 2013 des trains Benelux que Fyra avait remplacé a été confirmée par la SNCB en mai 2013.

## Historique
Le nom officiel Fyra a été annoncé au cours d'une conférence de presse à Amsterdam le 7 juillet 2009. Il a été conçu par Globrands Naming & Strategy. C'est une association des noms « fierté » et « confiance », court et facile à prononcer dans toutes les langues.
Le premier train, composé de voitures Intercity des NS relookées, a circulé le 7 septembre 2009. Au départ, le service était seulement assuré la semaine entre Amsterdam et Rotterdam à la vitesse de 160 km/h. À partir du 12 avril 2010 ce service a été prolongé les week-ends et jours fériés, puis le 4 octobre 2010, une seconde fréquence horaire a été ajoutée.
Au changement de service du 9 décembre 2012 les rames V250 d'Ansaldo Breda ont remplacé les services Benelux entre Bruxelles et Amsterdam, abaissant le temps de parcours à 1 h 57 entre les deux gares terminus. Ce nouveau service Fyra à grande vitesse propose dix A/R par jour, avec seulement quatre arrêts intermédiaires : Bruxelles-Central, Anvers Central, Rotterdam CS et Amsterdam-Schiphol.
Le 31 mai, la SNCB rompt le contrat la liant au constructeur italien AnsaldoBreda, citant un grand nombre de problèmes techniques. Les jours suivants, les chemins de fer néerlandais (NS) abandonnent à leur tour les rames V250. Le service est désormais abandonné et des alternatives sont élaborées.
En remplacement des rames Fyra, les NS commandent dix-neuf locomotives Traxx fin 2013. Les livraisons débuteront fin 2014.
Le nom commercial Fyra disparait officiellement le 15 décembre 2013. Le service entre Amsterdam et Breda circule dès lors sous le nom Intercity Direct.

## Matériel

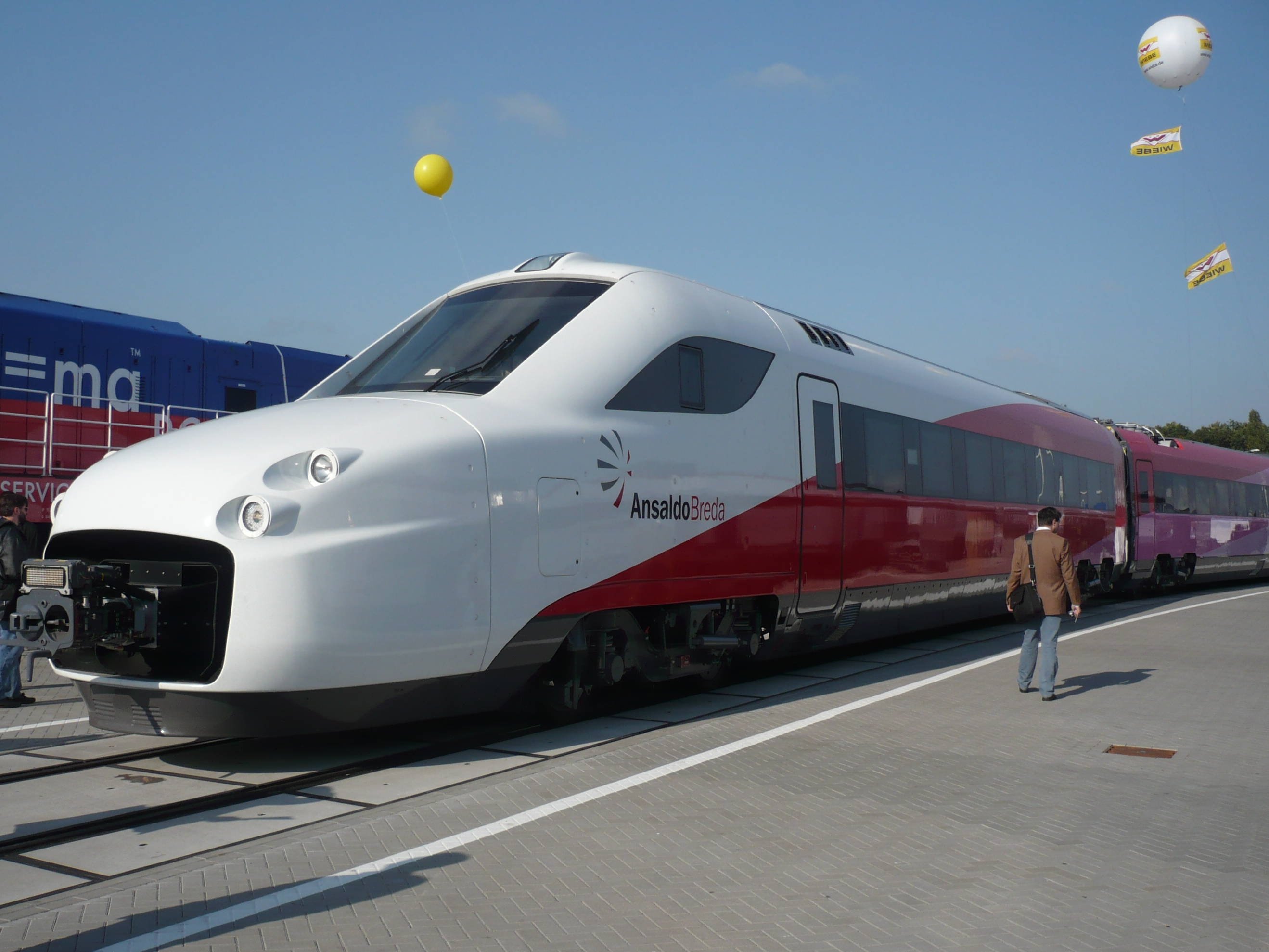
V250 de la Société AnsaldoBreda

Initialement, la société NS Hispeed avait commandé 16 trains V250 à AnsaldoBreda, tandis que la SNCB avait passé commande de 3 autres trains. Seules neuf rames sont finalement livrées, toutes néerlandaises. Depuis le 3 juin 2013, toutes les commandes sont annulées.

## Services assurés
Le nom Fyra n'est plus associé à aucun service commercial depuis le 15 décembre 2013.

### Fyra National (Intercity Direct depuis le 15 décembre 2013)
- Depuis 2009 : Amsterdam - Schiphol - Rotterdam (service cadencé à la demi-heure).
- Depuis 2011 : Amsterdam - Schiphol - Rotterdam – Breda (service cadencé à la demi-heure).

### Fyra International
- 9 décembre 2012 - 16 janvier 2013 : Amsterdam - Schiphol - Rotterdam – Anvers - Bruxelles-Central - Bruxelles-Midi (service cadencé : 10 allers-retours par jour).

## Distance
Le train parcourait le trajet d'Amsterdam à Bruxelles (210 km) en 1 heure et 57 minutes (s'il n'y avait pas de problème technique, ce qui reste l'exception), à la vitesse moyenne peu performante pour un Train à Grande Vitesse de seulement 108 km/h.

### Pays-Bas
- 125 km de longueur dont 85 km sur la ligne à grande vitesse HSL-Zuid
- 40 km sur le réseau classique non rénové

### Belgique
- 87 km de longueur dont 35 km sur la ligne à grande vitesse LGV 4
- 52 km sur le réseau classique avec une vitesse maximale de 160 km/h avec des limitations dans la Ligne 0 Bruxelles-Midi - Bruxelles-Nord (Jonction Nord-Midi) à Bruxelles (50 km/h), en gare de Malines (100 km/h), et dans le tunnel sous la gare centrale d'Anvers (100 km/h)

## Retard de livraison et avaries récurrentes

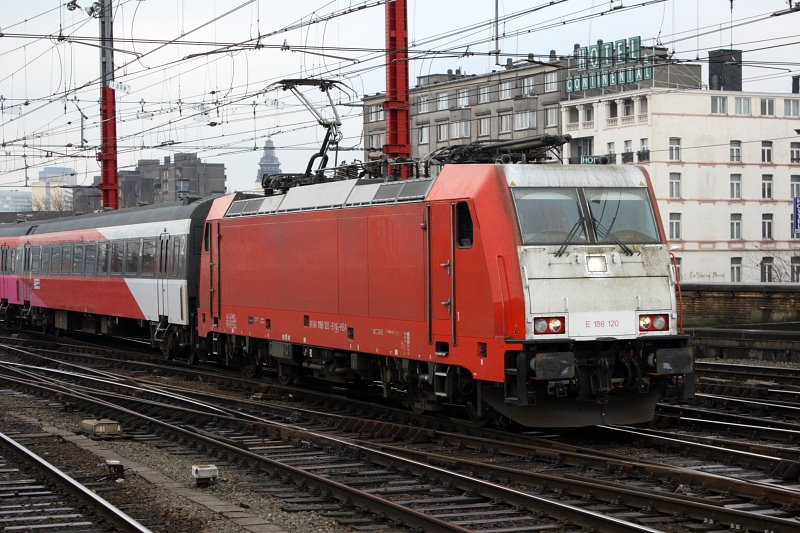
Une Traxx de HSA entre en gare de Bruxelles-Nord en tête d'un train Benelux

En mai 2004 HSA a conclu un contrat avec la société AnsaldoBreda qui promettait la livraison des trains pour avril 2007. Déjà en 2005 il était devenu évident que les délais ne seraient pas tenus à cause du long doute sur le système de signalisation devant être utilisé pour la LGV. Finalement, ce sera le nouveau ERTMS 2.3.0 qui sera retenu. À cause de ces retards de livraison le service ne put débuter qu'à la vitesse 160 kilomètres par heure et à une cadence horaire. Au printemps 2009, le premier train V250 circula aux Pays-Bas, mais si extérieurement, le train était fini, l'intérieur était encore composé des appareils de mesure. Finalement un deuxième train suivit peu après complètement terminé.
Le 7 septembre 2009, l'exploitation a débuté à 160 kilomètres par heure avec des locomotives TRAXX et des voitures du service InterCity, temporairement en livrée Fyra. En 2011, le service a été étendu à Breda, mais toujours avec le matériel de remplacement.
Finalement, ce n'est qu'au changement de service du 9 décembre 2012 qu'a débuté l'exploitation avec les rames V250 sur la liaison Bruxelles - Amsterdam, utilisant les lignes à grande vitesse belge LGV 4 et néerlandaise HSL-Zuid.
Sept semaines après leur mise en route et à la suite de plusieurs avaries, la neige, compactée en glace, provoqua des chocs dans les bas de caisse lors du passage à 250 km/h. Le mercredi 16 janvier 2013, trois des sept rames nécessaires furent mises hors service, provoquant le lendemain la suspension complète du service Amsterdam-Bruxelles. Le vendredi 18 janvier 2013, la découverte d'un morceau de tôle le long du réseau Infrabel entraîna la décision de l'agence belge de sécurité SSCIF de suspendre le permis d'exploiter jusqu'à nouvel ordre. Durant le week-end qui suivit, les deux réseaux ferroviaires exploitants émirent l'idée de stopper la livraison des rames restantes. Le 18 janvier, le service de sécurité et d’interopérabilité des chemins de fer, organe de contrôle ferroviaire belge, interdit la circulation des Fyra, alors que la SNCB refuse de réceptionner les rames restantes tant que les problèmes ne sont pas résolus. Le lundi 21 janvier, la SNCB donnait trois mois au constructeur pour régler les problèmes. En attendant, le service entre Amsterdam et Bruxelles fut effectué par des trains du service intérieur, reliant les deux villes en 3h35 et deux correspondances, l'une à Roosendaal, l'autre à Anvers. Depuis le 18 février, un service Intercity entre Bruxelles et La Haye a été remis en service.
Le 31 mai 2013, quatre mois après la mise en demeure, la SNCB décide de refuser la réception des trois rames qu'elle avait commandées, et d'intenter une action en justice contre le constructeur,. La société belge se penche depuis lors sur des alternatives au train rapide, notamment une intensification de la relation Intercity mise en place, l'ajout de relations Thalys ou la prolongation de certains Eurostar,.